# Санта-София-д’Эпиро
Санта-София-Д’Эпиро (итал. Santa Sofia d’Epiro) — коммуна в Италии, располагается в регионе Калабрия, подчиняется административному центру Козенца.
Население составляет 3125 человек, плотность населения составляет 80 чел./км². Занимает площадь 39 км². Почтовый индекс — 87048. Телефонный код — 0984.
Покровителями коммуны почитаются святой Афанасий Великий, празднование 2 мая, и святая София Римская, празднование 30 сентября.